# Canal YOU! TV
Canal YOU! TV es un canal de Televisión por suscripción español de cobertura nacional centrado exclusivamente en contenidos de temática LGBT. Es el primer canal de televisión producido en España dirigido de manera específica al público LGBT y afines.

## Historia
A iniciativa de la consultora española Grupo EGF especializada en el segmento de consumo LGBT
, Canal YOU! TV nace en Valencia España  el 1 de enero del 2021 y comienza su emisión en modo prueba a través de la plataforma de streaming TVup. A partir del 1 de junio de 2021 y hasta la actualidad, Canal YOU! TV emite su programación regular mediante el Servicio OTT de Perseo TV contando con su propia plataforma de televisión. Ofrece una serie de contenidos de información y entretenimiento, dando voz a la cultura, historia, ocio, inquietudes, espectáculo y estilo de vida de la comunidad LGBT.

Canal YOU! TV cuenta con su propia productora de manera que destaca por ofrecer contenidos exclusivos de producción propia LGBT, sin embargo su desventaja es la carencia de un amplio catálogo de contenidos de ficción como películas y series. Algunos de los contenidos originales de Canal YOU! TV se han emitido en abierto en la Televisión digital terrestre privada catalana a través de 8TV.

## Programación
Canal YOU! TV emite una parrilla diaria compuesta fundamentalmente por programas de interés LGBT que produce el propio canal, y en menor medida por películas, series, documentales y musicales. 

### Programas destacados en antena
- Versátil, magazine de estilo de vida LGBT con entrevistas y debates presentado por Sukier Vallejo.
- Les Go!, espacio dedicado en exclusiva a mujeres lesbianas y bisexuales, presentado por Sonia Santiago.
- Homocultura, programa sobre cultura LGBT, presentado por Jokin Egaña.
- Sábanas Blancas, entrevistas a actores del cine gay para adultos presentado por Carlos Lamm..
- Hi Gorgeous! magazine de temática transgénero, presentado por Silvia Matos.
- Esencia Queer, concurso de talentos artísticos LGBT, presentado por Halle Grosso.
- Plumas y Varietés, revista cabaret y teatro artístico de transformismo.
- Únicos e Irrepetibles, programa sobre coaching LGTB, presentado por Alberto Rodrigo.
- Tracy Show, comedia drag queen protagonizado por la artista Tracy Pop.
- Entendemos, programa dedicado al movimiento LGTB presentado por Lydia Na.
- Música de Neón, programa sobre música de carácter LGTB, presentado por Alex Guirado.
- Dale un Giro, programa de fitness y entretenimiento de carácter LGBT presentado por Betty Yein.
- User Name, programa de telerealidad gay, presentado por Enrique Bernabeu.
- ¿Cómo va la cosa?, programa de medianoche LGBT presentado por Félix Del Valle.
- El Cuarto Oscuro,  programa de telerealidad gay presentado por José Valero.
- El Moño de la Bernarda, magazine desenfadado de crítica social LGTB, presentado por Franco Deluxe y Eneko Hernández.
- Siento un Bombo, programa de carácter LGBT sobre música, danza, cultura y folklore latino americano presentado por Nelson de Romero.
- Delicious, programa de viajes, restaurantes y hoteles LGTB-friendly presentado por Raymond Gerena.
- Más que Placer, programa sobre BDSM presentado por Sukier Vallejo y Mistress Lola.
- Tacones y Asfalto, programa sobre moda y diseño LGTB-friendly presentado por Elsa Martínez.
- En cueros con Darek, programa realizado desde Hamburgo sobre cultura y vida gay presentado por Darek Kraft.
- Informe Gay Life, programa sobre estilo de vida gay presentado por David González.
- Cocina con Dani, programa de cocina desenfadado LGTB-friendly presentado por Dani Martínez.
- Especiales, programa de monográficos especiales LGTB-friendly presentado por Jokin Egaña.

## Disponibilidad
Emisión por Internet en el Servicio OTT Perseo TV y Tivify (Disponible para toda España).

Además, su emisión por streaming permite acceder al canal desde distintos países del mundo a través de suscripción. 